# Emmett Brown
Dr. Emmett Lathrop Brown, también conocido como Doc Brown, es un personaje de ficción de la trilogía de películas Back to the Future (también conocidas como Regreso al Futuro en España y Volver al Futuro en Hispanoamérica). En el mundo de la franquicia, es el inventor de la primera y segunda máquina del tiempo del mundo, la primera (contando en orden de su cronología personal) construida con un automóvil deportivo DeLorean de 1981 y la segunda construida con una locomotora de vapor.
Es interpretado por el actor estadounidense Christopher Lloyd en las tres películas, así como en las secuencias de acción real de la serie animada. Dan Castellaneta le da voz en la serie animada. La apariencia y gestos del personaje están vagamente inspirados en Leopold Stokowski y Albert Einstein.Es un arquetipo de científico loco benévolo, siendo su locura un entusiasmo visionario y excéntrico en lugar de locura o maldad.
En 2008, el Dr. Emmett Brown fue seleccionado por la revista Empire como uno de los 100 personajes de películas más grandes de todos los tiempos, ubicándose en el puesto 20. 

## Biografía
Emmett Brown es un científico y el mejor amigo del protagonista de la serie, Marty McFly (interpretado por Michael J. Fox). Nacido en el ficticio pueblo de Hill Valley, California, en 1914, se define como "estudiante de todas las ciencias" (lo que le afirma en la tercera película) y pasa gran parte de su tiempo inventando diversos artefactos, entre los que destaca la máquina del tiempo, construida sobre la carrocería de un automóvil deportivo llamado DMC DeLorean, que motiva las peripecias de Back to the Future. 

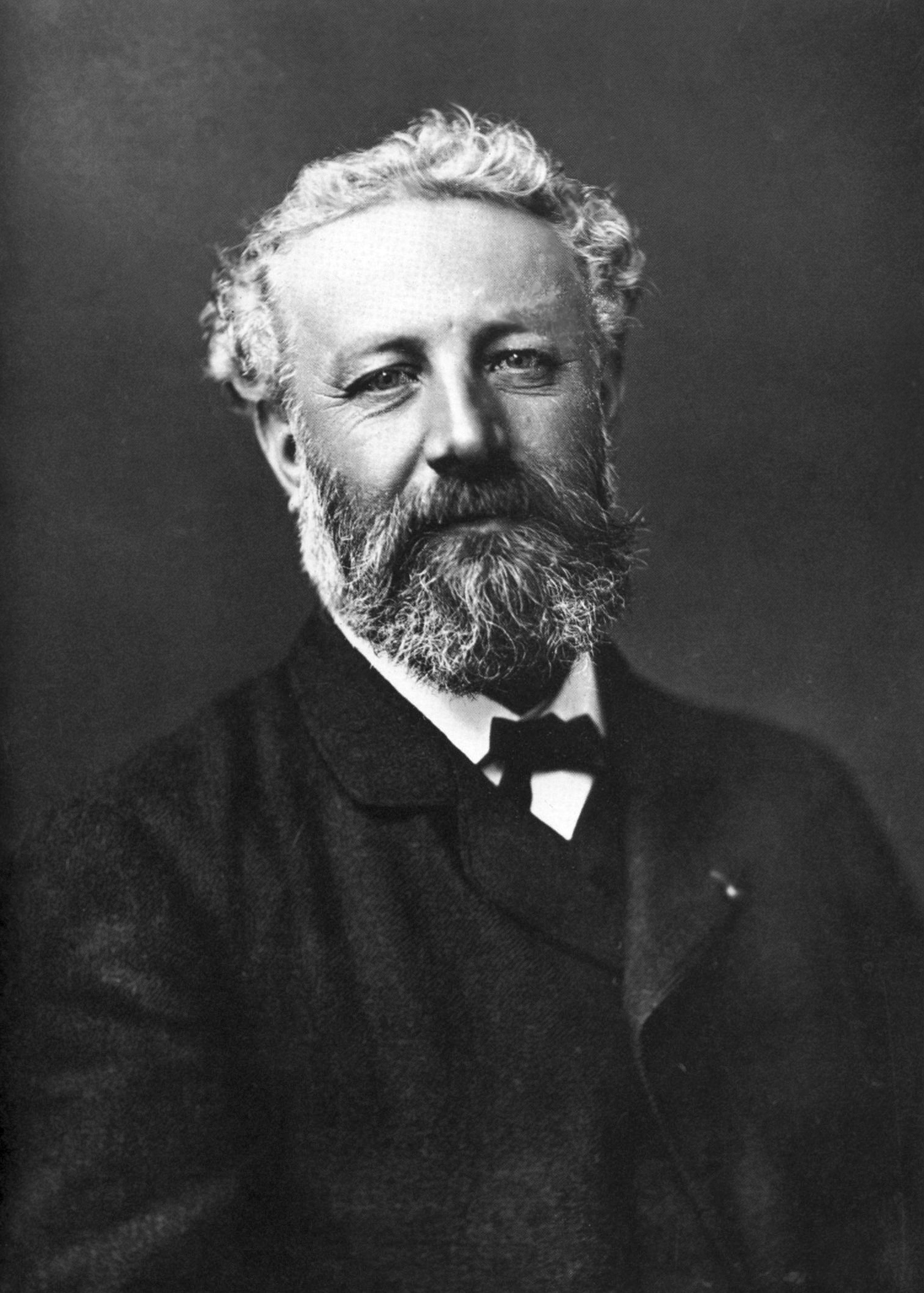
Julio Verne, icono inspirador del Doc Emmet Brown.

Entre sus ídolos se cuentan: Isaac Newton, Benjamin Franklin, Thomas Edison y Albert Einstein, todos ellos retratados y encuadrados encima de la chimenea de su salón. En 1955 tiene un perro llamado Copérnico y más tarde, en 1985, otro llamado Einstein. 
La gente de Hill Valley lo ve como un extraño, un excéntrico, e incluso como un loco, por ello tiene pocos amigos (el único, realmente, es Marty McFly). Sin embargo, cuida mucho de la gente que está cerca de él. No creía en el "amor a primera vista", pero termina enamorándose en su primer encuentro con la profesora Clara Clayton, a quien conoce en 1885, cuando viaja al pasado. Con ella se casa y tienen dos hijos: Julio y Verne (en referencia a Julio Verne, autor favorito de Clara y Emmett en la película).
Le gusta el jazz, las novelas de Julio Verne y las películas del oeste. No suele beber alcohol, ya que le afecta de forma desmedida, como se puede apreciar en Back to the Future Part III. Es alérgico a las fibras sintéticas.
Doc es capaz de modificar y construir cualquier tipo de máquina. Fue capaz de crear un gran refrigerador en 1885 (aunque su proceso de trabajo es aparatoso y complicado) y fue un éxito el funcionamiento de una máquina del tiempo que construyó a partir de una locomotora de vapor, que aparece al final de la tercera película.

## Amistad con Marty McFly

Grafiti del Doctor Emmett Brown, junto con Marty McFly, representando la amistad que existe entre ellos.

Marty McFly es el mejor amigo del doctor Brown y uno de los pocos que no lo consideran un lunático. Marty siempre lo llama "Doc" en vez de llamarlo por su primer nombre.
El joven es muy leal hacia él y siempre se preocupa por su bienestar, a tal punto que, al verlo morir a manos de los libios, en la primera película, se enoja y grita: "¡No! ¡Malditos!". Durante su estancia en 1955 (ya que viajó a este año por accidente mientras huía de los libios), intenta advertir al Doc sobre su futura muerte a pesar de las objeciones de este último por miedo a dañar la continuidad del espacio-tiempo.
Back to the Future Part III, se muestra el lado más sensible del científico en la carta que le escribió a Marty mientras se encontraba en 1885, en la cual le agradece a su amigo por haber hecho su vida mejor, incluso el Emmet Brown de 1955 es incapaz de creer lo que su otro yo ha escrito.

## Influencia
Rick Sanchez de la serie animada estadounidense Rick and Morty (con la voz de Justin Roiland) comenzó como una parodia de Doc Brown. En septiembre de 2021, Christopher Lloyd interpretó al propio Sánchez en una serie de anuncios publicitarios para el final de la quinta temporada de dos partes de la serie, junto a Jaeden Martell como Morty Smith (también con la voz de Roiland en la serie), un personaje inspirado en Marty McFly.   Al abordar la interpretación de Roiland y la suya propia de Rick en comparación con Doc Brown, Christopher Lloyd declaró "que sentía que Doc y Rick eran como dos hermanos que tomaron caminos diferentes". 